# Verhandelingen over de Naturlijke Geschiedenis der Nederlandsche Overzeesche Bezittingen

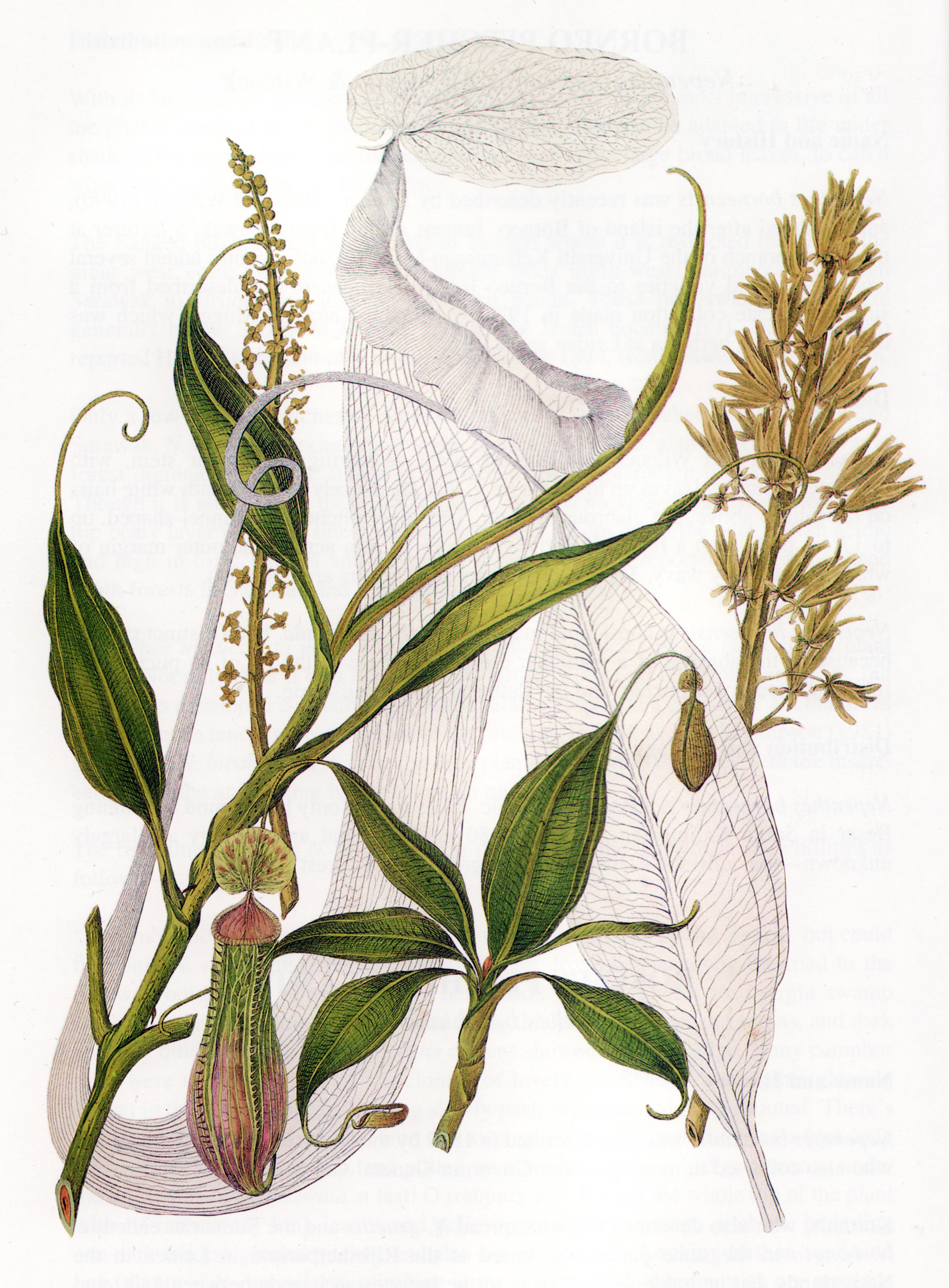
Il·lustració original de Nepenthes boschiana, de 1839, per P.W. Korthals.

Verhandelingen over de Naturlijke Geschiedenis der Nederlandsche Overzeesche Bezittingen, (abreujat Verh. Natuurl. Gesch. Ned. Overz. Bezitt. o Verh. Nat. Gesch. Ned. Bezitt., Bot.), és un llibre il·lustrat i amb descripcions botàniques que va ser escrit per Pieter Willem Korthals i publicat en 7 parts entre 1840 i 1844.